# Krümmer
Ein Krümmer ist in der Technik ein Rohrabschnitt, der durch seine gekrümmte Form eine Richtungsänderung von Fluiden (Gasen oder Flüssigkeiten) bewirkt.

## Pipelines

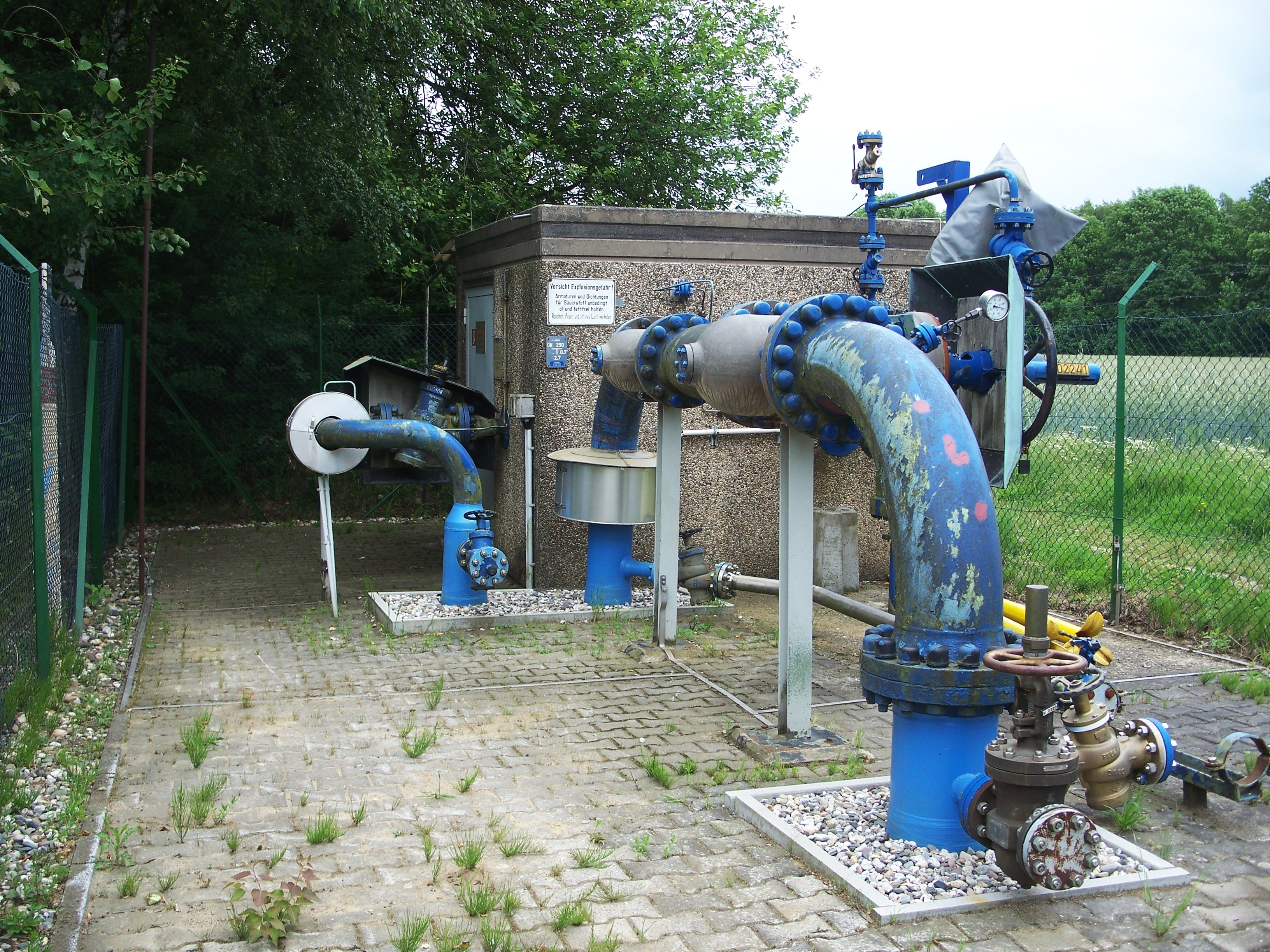
Diverse Krümmer in einer Pipeline

In der Pipelinetechnik sind Krümmer entscheidende Bauteile, die bei Druckstößen in der Pipeline besonderen Belastungen ausgesetzt sind. Bei Überlastung, Materialfehlern oder Fehlern in Schweißnähten kann es zu Brüchen mit erheblichen Schadensfolgen kommen.

## Kfz-Technik
In der Kfz-Technik gibt es Ansaugkrümmer und Abgaskrümmer. Es handelt sich hierbei um gebogene Rohre, meistens eines pro Zylinder, die den Ansaug- oder Abgasstrom weiterleiten, daher die Unterscheidung zwischen Abgas- und Ansaugkrümmer.

### Ansaugkrümmer
Der Ansaugkrümmer (auch Ansaugstutzen) leitet die vom Motor angesaugte Luft oder das von Vergaser oder Einspritzanlage erzeugte Gemisch zur Verbrennung in den Motor. Auch hier findet sich meistens die gekrümmte Form wieder, da die Öffnungen am Motor seitlich liegen und der Ansaugstrom umgelenkt werden muss.

### Abgaskrümmer

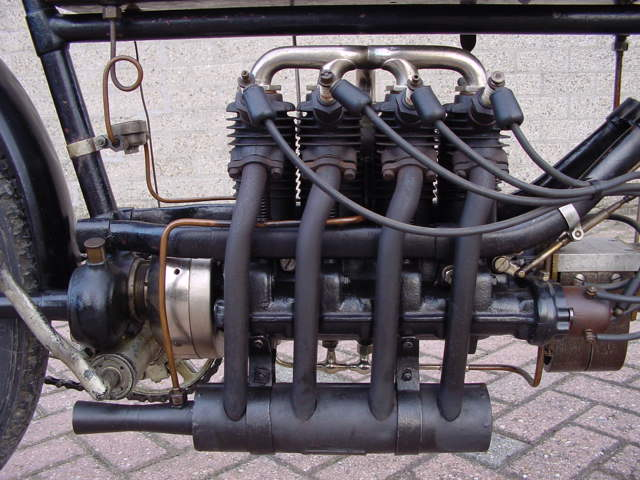
Einzelrohr-Abgaskrümmer

Der Abgaskrümmer ist ein Bauteil der Abgasanlage von Verbrennungsmotoren. Direkt an den Motor angeschraubt, leitet der Krümmer die Abgase von den meistens waagerechten Motoröffnungen in die unten liegende Auspuffanlage weiter. Die Form und Anzahl der Krümmerrohre pro Krümmeranlage richtet sich nach der Zylinderanzahl des Motors und der Führung der Rohre am und unter dem Fahrzeug. Dabei kann eine Krümmeranlage aus vielen einzelnen Bögen, Teilstücken, Katalysatoren und W- oder Y-förmigen Sammlern oder Knotenpunkten bestehen.